# Krusbärsgurka
Krusbärsgurka (Cucumis myriocarpus) är en gurkväxtart som beskrevs av Ernst Meyer och Naud. Krusbärsgurkan ingår i släktet gurkor och familjen gurkväxter. Arten förekommer tillfälligt i Sverige, men reproducerar sig inte.

## Underarter
Arten delas in i följande underarter:
- C. m. leptodermis
- C. m. myriocarpus

## Bildgalleri

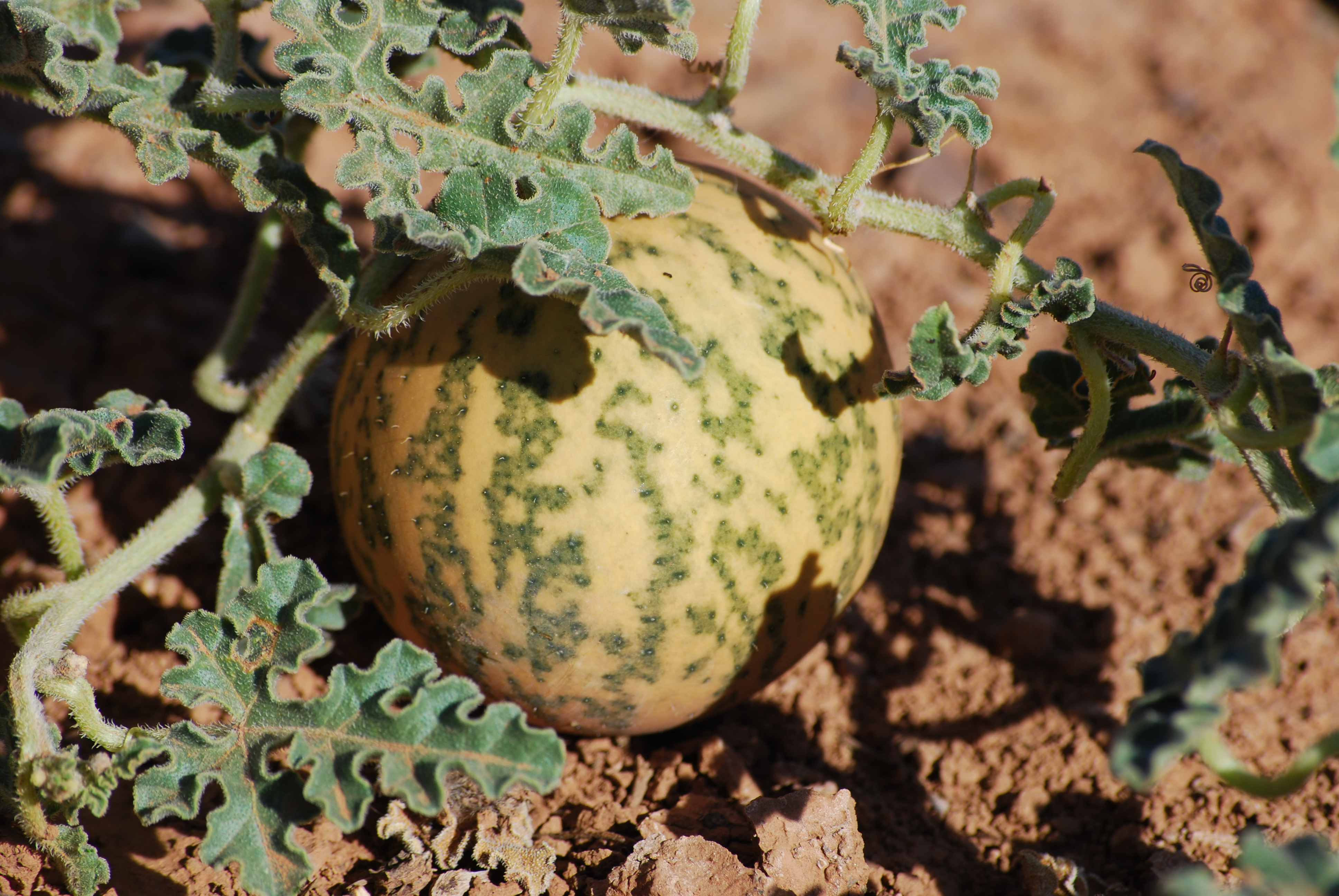
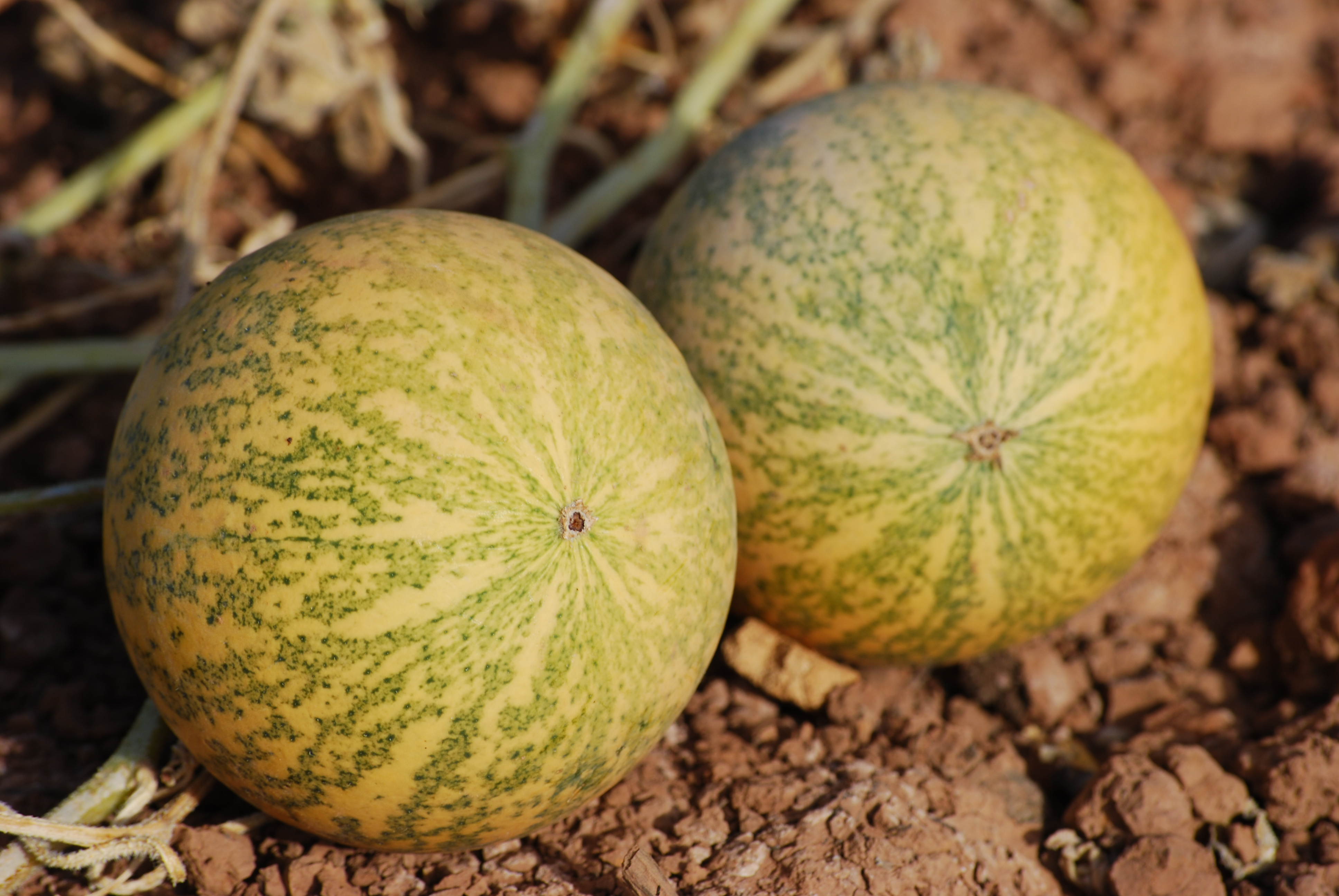
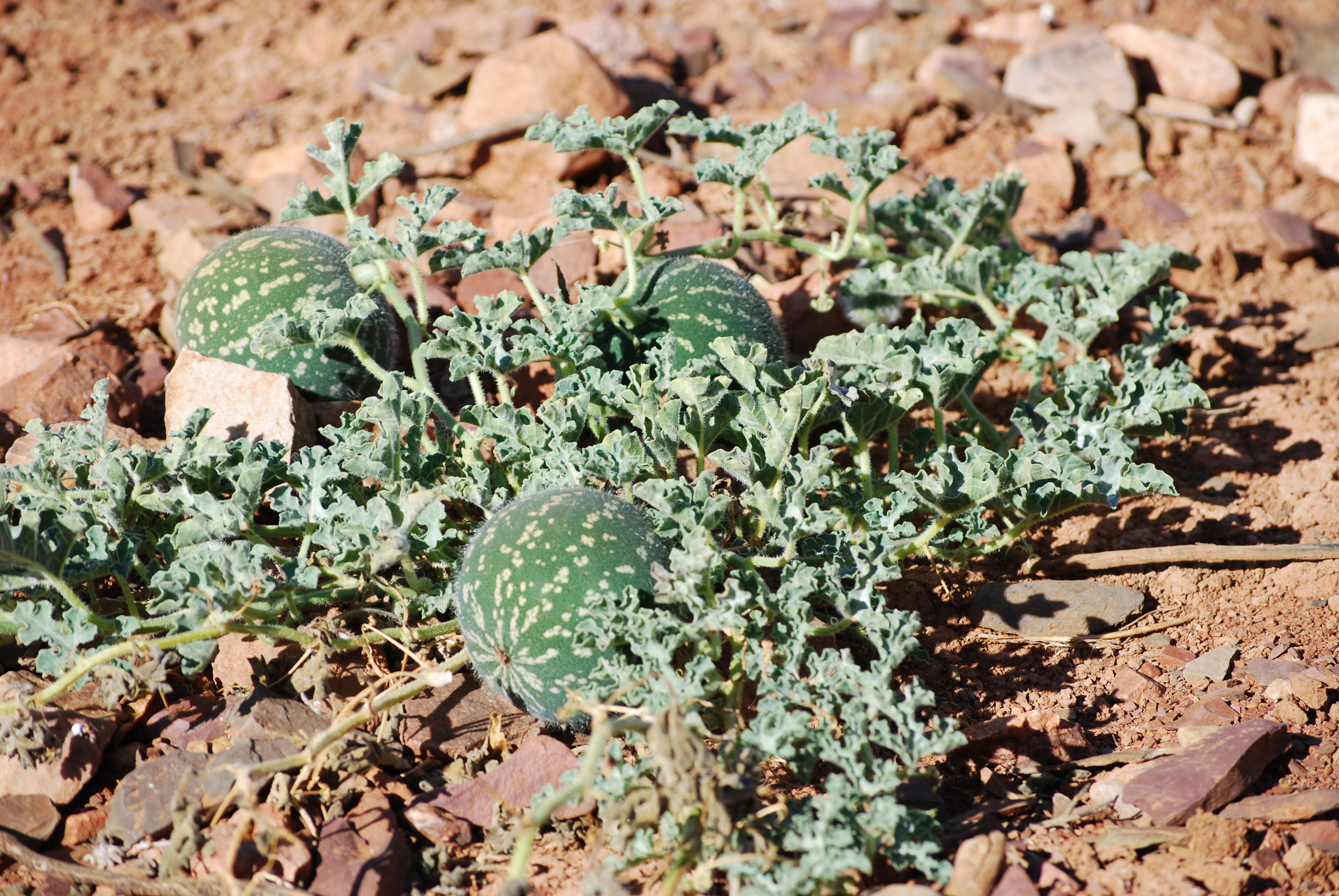
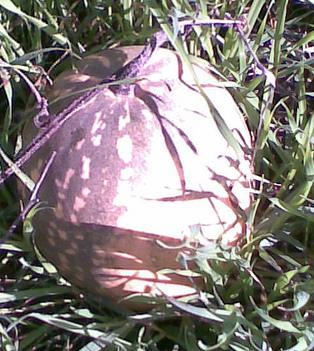